# Среднє Грчевє
Среднє Грчевє (словен. Srednje Grčevje) — поселення в общині Ново Место, регіон Південно-Східна Словенія, Словенія. Висота над рівнем моря: 411,7 м.